# 马德河畔朗贝库尔
马德河畔朗贝库尔（法語：Rembercourt-sur-Mad，法語發音：[ʁɑ̃bɛʁkuʁ syʁ mad]）是法国默尔特-摩泽尔省的一个市镇，属于图勒区。

## 地理
马德河畔朗贝库尔（48°59'14"N, 5°54'11"E）面积5.04 平方千米，位于法国大東部大區默尔特-摩泽尔省，该省份为法国东北部内陆省份，是洛林的一部分，北邻比利时、卢森堡，北起顺时针与摩泽尔省、下莱茵省、孚日省和默兹省接壤。
与马德河畔朗贝库尔接壤的市镇（或旧市镇、城区）包括：沙雷、若尔尼、普雷尼、圣于连莱戈尔兹、瓦维尔。
马德河畔朗贝库尔的时区为UTC+01:00、UTC+02:00（夏令时）。

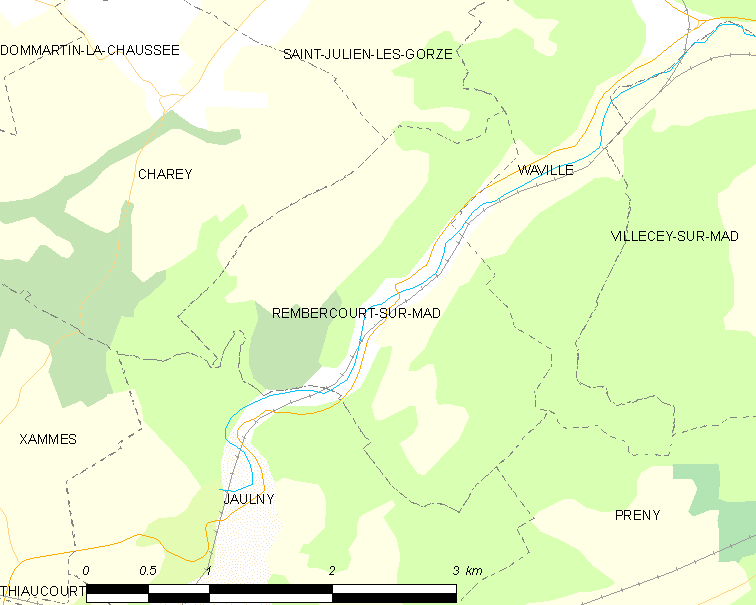
马德河畔朗贝库尔的OSM定位图

## 行政
马德河畔朗贝库尔的邮政编码为54470，INSEE市镇编码为54453。

## 政治
马德河畔朗贝库尔所属的省级选区为北图卢瓦县。

## 人口

1962-2008年间马德河畔朗贝库尔人口变化图示

马德河畔朗贝库尔于2022年1月1日时的人口数量为154人。